# Saab JAS 39 Gripen

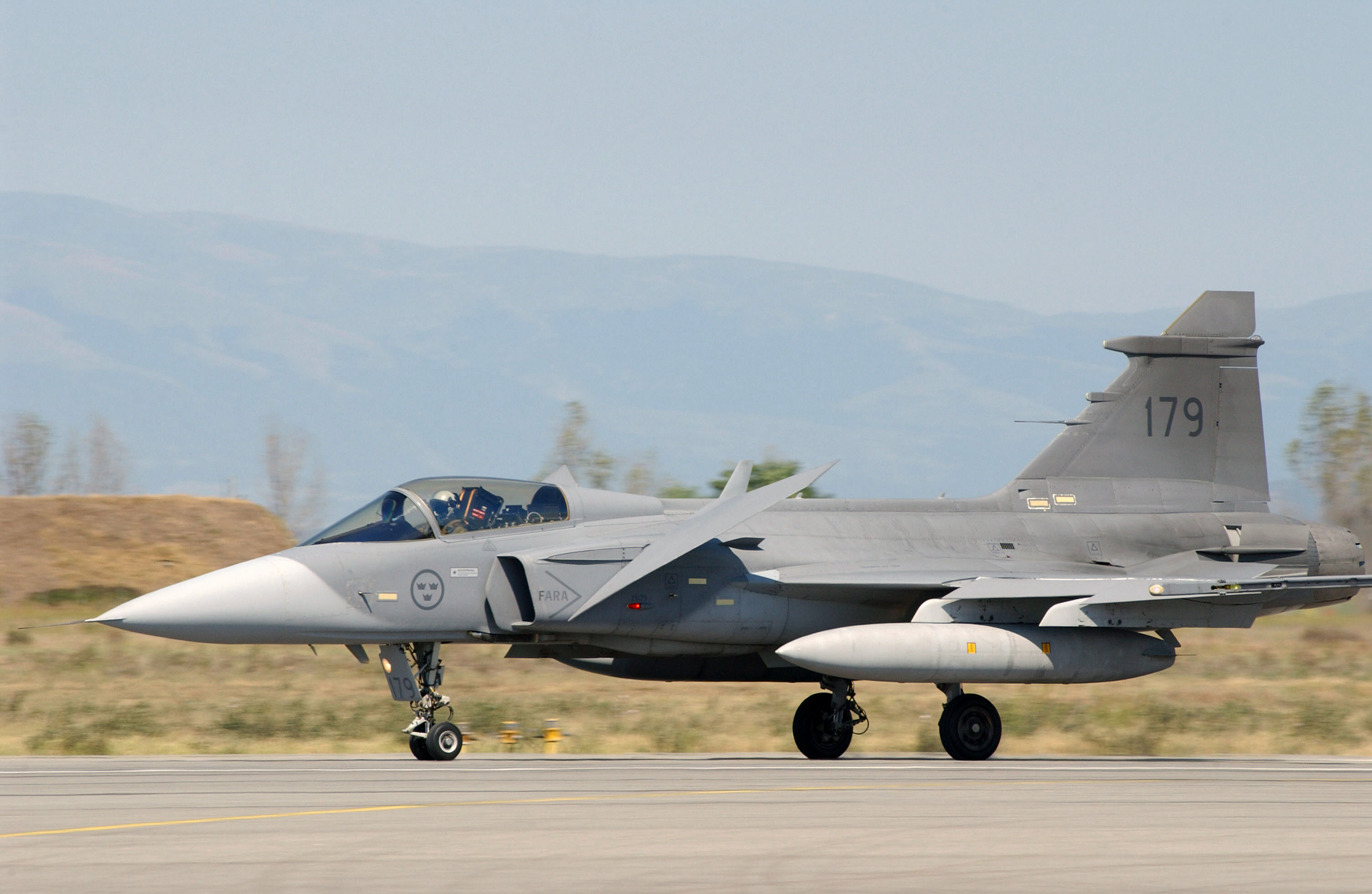
Bij deze Gripen tijdens de landing is de werking van de canardvleugels als luchtrem goed zichtbaar.

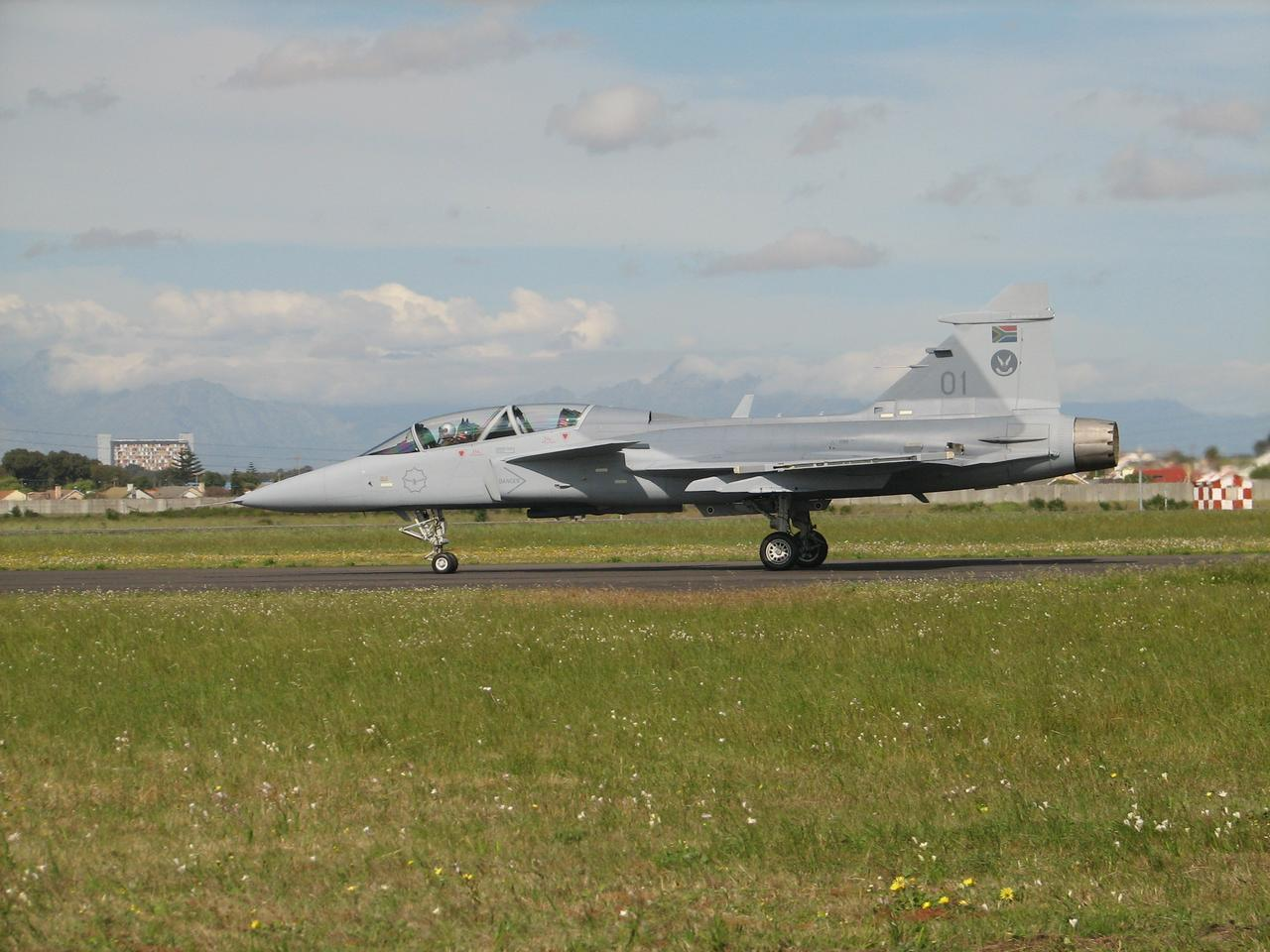
Een tweezits JAS 39B van de Zuid-Afrikaanse luchtmacht

De Saab JAS 39 Gripen is een Zweeds gevechtsvliegtuig ontwikkeld en geproduceerd door Saab. De naam "Gripen" is Zweeds voor griffioen.
Het toestel is de opvolger van de Saab 37 Viggen en de verscheidenheid aan tactische taken die dit toestel op zich neemt komt tot uiting in de type aanduiding JAS (Jakt-Attack-Spaning, ofwel Jacht-Aanval-Verkenning). Net als zijn voorganger is ook de Gripen een puur multirole-toestel. De eerste testvlucht werd in december 1988 uitgevoerd door de testvlieger Stig Holmström en in mei 1990 volgde de eerste vlucht van het tweede prototype. In juni 1993 werd het eerste productietoestel afgeleverd.

## Gebruikers
In juni 1996 werd de Saab Gripen tijdens de oprichting van het Gripen Training Centre bij de Skaraborg Wing op de basis Såtenäs operationeel bij de Zweedse luchtmacht.
In 2009 was het toestel bij de Zweedse luchtmacht in gebruik bij de volgende eenheden:
- Såtenäs - Drie AJ (attack-jakt) squadrons vanaf 1998
- Ängelholm - Twee SF (spaning) en 1 AJ sqn vanaf 2001
- Kallinge - Twee AJ sqn's vanaf 2002
- Luleå - Eén AJ sqn vanaf 2001

De Gripen is verder in gebruik bij o.a. de Tsjechische, Hongaarse, Zuid-Afrikaanse, Thaise en Braziliaanse luchtmacht.
Ook de Deense en Zwitserse luchtmacht hebben hun belangstelling getoond voor de Gripen ter vervanging van respectievelijk de verouderende F-16 en de F-5S Tiger. Andere serieuze potentiële kopers waren de Roemeense luchtmacht, die dezelfde toestellen door de Gripen of de Eurofighter Typhoon wil vervangen, de Indiase, de Bulgaarse, de Chileense en de Indonesische luchtmacht.
Ook Nederland toonde belangstelling in het toestel dat de verouderde F-16 moest vervangen. Het ministerie van Defensie voerde in 2008 een kandidatenevaluatie uit, waarin naast de Gripen ook de JSF en de advanced F-16 worden beoordeeld. Volgens het ministerie sloot echter dat de JSF het beste aan bij de eisen. In september 2013 maakte de Nederlandse regering bekend dat "definitief" werd gekozen voor 34 JSF vliegtuigen. Kort daarop werd duidelijk dat de Nederlandse regering aan de aanschaf een financiële grens had gesteld: de regering behield zich het recht voor om de aanschaf in 2015 alsnog ter discussie te stellen als de aanschaf toch weer duurder zou uitvallen. In Noorwegen werd in 2008 een vergelijking uitgevoerd. Ook hier bleek dat de JSF het beste aansluit bij de eisen; de Noorse regering besloot niet over te gaan tot de aanschaf van de Gripen.
Vanaf 2006 zijn al 125 toestellen van dit type operationeel en zijn er nog 250-300 in bestelling of opgenomen als optie, zodat het toestel net als zijn voorgangers als een succes kan worden beschouwd. Vicepresident Bob Kemp van Saab gaf in 2009 echter aan dat de toekomst van zijn bedrijf als producent van gevechtsvliegtuigen onzeker zou zijn als India of Brazilië niet konden worden binnengehaald als koper. In februari 2012 koos de Indiase regering echter de Dassault Rafale als nieuw gevechtsvliegtuig voor de Indiase luchtmacht.
In december 2013 plaatste de Zweedse overheid een order van 1,6 miljard euro om 60 Gripen C-vliegtuigen te moderniseren naar de Gripen E-versie. De eerste vliegtuigen zouden in 2018 worden geleverd en de laatste in 2023. In september 2013 koos de Zwitserse luchtmacht ook voor de Gripen E. Het betrof hier een order van 5,2 miljard euro voor 22 nieuwe toestellen inclusief additionele systemen, onderdelen en onderhoud. In mei 2014 volgde een referendum over deze order, waarbij de meerderheid tegen stemde.
In oktober 2014 koos de Braziliaanse regering voor 36 Saab Gripen NG-toestellen. Saab versloeg hiermee twee concurrenten - de Amerikaanse Super Hornet en de Franse Rafale. De order heeft een totale waarde van 4,2 miljard euro, en de laatste leveringen staan gepland voor 2023. In mei 2008 begon de aanbesteding voor deze vliegtuigorder. De 28 Saab eenzitters en acht tweezitters zullen de Mirage 2000-toestellen vervangen.
Iedere exportorder van Saab ging vergezeld van geruchten over omkoping. In Zuid-Afrika, Hongarije en Tsjechië zijn hardnekkige verhalen over omkoping te horen. Het meest recente verhaal betrof omkoping in Zuid-Korea rond een initiatief om gezamenlijk de nieuwe Koreaanse KF-X te ontwikkelen, waarbij de Gripen als uitgangspunt zou moeten dienen. Saab ontkende iedere betrokkenheid.

## Ontwikkeling
Aan het einde van de jaren 70 diende de vervanging van de Zweedse Saab 37 Viggen zich aan en startte de ontwikkeling van het nieuwe ontwerp.
Omdat Saab niet nog eens met een niet-exporteerbaar toestel als de Viggen wenste te worden geconfronteerd werd niet veel later door de firma Saab Military Aircraft en BAE Systems de combinatie Saab-BAe Gripen AB gevormd. Deze had als doel het verder doorontwikkelen, het produceren en het exporteren van de Gripen op de internationale markt.
Bij het ontwerp werd weer uitgegaan van een vorm van een deltavleugel met extra canardvleugels. Het ontwerp van de Viggen had al aangetoond dat dit van zeer groot belang was voor het vlieggedrag bij lage snelheden en bij korte starts en landingen. Ook werd het toestel hierdoor sneller, werd het tactisch bereik vergroot en kon het een grotere wapenlast meevoeren.
Opnieuw stelde de Zweedse luchtmacht als eis dat het toestel vanaf noodvliegvelden met een baan korter dan 800 m. zou moeten kunnen opereren. De remafstand werd al aanzienlijk gereduceerd door het toepassen van de canardvleugels als luchtrem. Hierdoor kan het toestel de grote autowegen als start en landingsbaan gebruiken. Ook kan het door een technische crew van vijf man, opererend vanuit een gewone truck, in tien minuten weer worden volgetankt en herbewapend.
De Gripen is uitgerust met een zeer moderne Ericsson PS-05/A puls doppler radar; deze is gebaseerd op het Britse GEC Marconi ontwerp van de Blue Vixen radar van de Sea Harrier. Deze detecteert, lokaliseert, identificeert en volgt meerdere hoog en laagvliegende doelen automatisch en onder alle weersomstandigheden.
De vlieger stuurt het toestel via het fly-by-wire systeem met een gecentreerde joystick en een links geplaatste gasschuif. Verder beschikt hij over driekleuren-lcd-schermen en over een cockpit die 30% meer uitzicht biedt dan die van een F-16.
De Gripen kan, naast het vaste 27 mm BK-27 Mauser-snelvuurkanon, de volgende bewapening meevoeren.
- Zes Rb74 of Rb98 lucht-luchtraketten.

Rb74 is een in Zweedse licentie gebouwde AIM-9 Sidewinder-raket. Rb98 is de Zweedse versie van de Duitse Infra Red Imaging System Tail/Thrust Vector-Controlled IRIS-T raket met nog betere capaciteiten.
- Vier Rb99, Rb71, MICA- of Meteor-lucht-luchtraketten.

Rb99 is de Zweedse versie van de radargeleide AIM-120 AMRAAM raket. Rb71 is Zweedse versie van de radargeleide Britse Skyflash raket. De MBDA MICA is een Franse radargeleide raket voor korte afstand en de MBDA Meteor is een nog in ontwikkeling zijnde radargeleide raket.
- Vier Rb75 lucht-grondraketten; dit is de Zweedse in licentie gebouwde AGM-65 Maverick.
- Twee KEPD 350; dit is een door Zweden en Duitsland ontwikkelde in de lucht af te lanceren kruisvluchtwapen.
- Twee Rbs15 antischeepsraketten; de RBS-15 is een geheel door Zweden ontwikkeld wapen.
- Vier pods met 13,5 cm ongeleide raketten
- Vier LGB; de laser guided bomb is een Amerikaanse vinding die al geruime tijd als standaard NAVO-munitie wordt gebruikt.
- Twee Bk 90 clusterbommen.

De JAS 39 Gripen is vergeleken met zijn voorgangers een veel flexibeler toepasbaar toestel. Bovendien liggen de onderhoudskosten lager dan die van zijn voorganger de Saab J37 Viggen of die van concurrerende toestellen.

## Geproduceerde versies
- De JAS 39A is het eerste model van de eenzitter dat in 1996 bij Flygvapnet werd geïntroduceerd.
- De JAS 39B is de tweezitstrainerversie.
- De JAS 39C is een op NAVO-standaard gebrachte versie van de JAS 39A.
- De JAS 39D is de tweezits-JAS 39C-trainerversie.
- De JAS 39E/F is een doorontwikkeling met verbeteringen op het gebied van brandstofcapaciteit, krachtiger aandrijflijn, zwaardere bewapening en avionica.